# Сукманна Горушка
Сукманна Горушка (рос. Сукманная Горушка) — присілок в Островському районі Псковської області Російської Федерації.
Населення становить 4 особи. Входить до складу муніципального утворення Горайська волость.

## Історія
Від 2015 року входить до складу муніципального утворення Горайська волость.

## Населення
| 2001 | 2002 | 2010 |
| ---- | ---- | ---- |
| 5    | ↗7   | ↘4   |